# Tyler (Minnesota)
Tyler è una città degli Stati Uniti d'America, situata in Minnesota, nella contea di Lincoln.